# Verone Chambers
Verone Chambers (ur. 16 grudnia 1988) – jamajska lekkoatletka specjalizująca się w biegach sprinterskich.
W 2010 zdobyła srebrny medal młodzieżowych mistrzostw NACAC w sztafecie 4 × 400 metrów. Cztery lata później znalazła się w składzie jamajskiej ekipy, która startowała w eliminacjach biegu rozstawnego podczas halowych mistrzostw świata w Sopocie. Chambers nie wystąpiła w biegu finałowym, a jej koleżanki z reprezentacji sięgnęły po srebro. Srebrna medalistka igrzysk panamerykańskich w Toronto w sztafecie 4 × 400 metrów (2015). Dwa lata później podczas IAAF World Relays sięgnęła po brązowy medal w biegu rozstawnym 4 × 400 metrów.
Medalistka mistrzostw Jamajki.

## Osiągnięcia
| Rok  | Impreza                       | Miejsce  | Konkurencja             | Lokata     | Wynik           |
| ---- | ----------------------------- | -------- | ----------------------- | ---------- | --------------- |
| 2010 | Młodzieżowe mistrzostwa NACAC | Miramar  | bieg na 400 metrów      | 5. miejsce | 54,54           |
| 2010 | Młodzieżowe mistrzostwa NACAC | Miramar  | sztafeta 4 × 400 metrów | 2. miejsce | 3:38,05         |
| 2014 | Halowe mistrzostwa świata     | Sopot    | sztafeta 4 × 400 metrów | 2. miejsce | 3:26,84 (elim.) |
| 2015 | Igrzyska panamerykańskie      | Toronto  | sztafeta 4 × 400 metrów | 2. miejsce | 3:27,27         |
| 2015 | Mistrzostwa NACAC             | San José | sztafeta 4 × 400 metrów | 2. miejsce | 3:28,65         |
| 2017 | IAAF World Relays             | Nassau   | sztafeta 4 × 400 metrów | 3. miejsce | 3:28,49         |

## Rekordy życiowe
- Bieg na 200 metrów (stadion) – 23,42 (2016)
- Bieg na 200 metrów (hala) – 23,73 (2012)
- Bieg na 400 metrów (stadion) – 51,70 (2017)
- Bieg na 400 metrów (hala) – 53,49 (2017)